# Liste der Träger des Verdienstordens des Landes Rheinland-Pfalz/2022
Im Jahr 2022 wurden folgende Personen mit dem Verdienstorden des Landes Rheinland-Pfalz geehrt:
| Ordensträger                           | Lebensdaten | Wohnort                | Wirken |
| -------------------------------------- | ----------- | ---------------------- | --- |
| Wolfgang Benz                          | * 1941      | Berlin                 | |
| Silvia Bürger                          |             | Eppelheim              | |
| Dottoressa Francesca Chillemi Jungmann |             | Landau in der Pfalz    | |
| Andreas Dengel                         | * 1961      | Otterberg              | |
| Bertram Fleck                          | * 1949      | Mainz                  | |
| Wolfgang Heusel                        | * 1952      | Trier                  | |
| Peter Klee                             |             | Koblenz                | |
| Adriane Knopper                        |             | Landkreis Südwestpfalz | Mit Klaus Knopper entwickelte sie gemeinsam „ADRIANE“, eine auf Linux basierende Open-Source-Implementation, welche auf die speziellen Bedürfnisse blinder und sehbeeinträchtigter Menschen zugeschnitten ist. |
| Klaus Knopper                          | * 1968      | Landkreis Südwestpfalz | Entwickler der Linux-Distribution Knoppix und von LINBO |
| Beata Kosno-Müller                     |             | Sargenroth             | |
| Hildegard Krauß                        |             | Raumbach               | |
| Michael Matheus                        | * 1953      | Mainz                  | |
| Michael Maul                           | * 1972      | Mainz                  | Vorsitzender des Deutschen Fährverbandes |
| Klaus Merle                            |             |                        | Professor an der Johannes Gutenberg-Universität Mainz, außerordentliches Engagement für Auf- und Ausbau des Wissenschaftsnetzes Rheinland-Pfalz                                                                |
| Gernot Mittler                         | * 1940      |                        | Politiker (SPD), von 1993 bis 2006 rheinland-pfälzischer Finanzminister, ausgezeichnet für Verdienste im Bereich des Sports sowie auf kultureller und kirchlicher Ebene                                        |
| Hanns-Josef Ortheil                    | * 1951      | Stuttgart              | Schriftsteller, Drehbuchautor, Germanist und Hochschullehrer |
| Renate Pepper                          | 1951–2024   | Dattenberg             | |
| Klaus Reeh                             |             | Oberbillig             | |
| Gerold Reker                           | *1950       | Kaiserslautern         | Vizepräsident (2007–2012) sowie Präsident (2012–2022) der Architektenkammer Rheinland-Pfalz; ehemaliger Vorsitzender der Stiftung Baukultur.                                                                   |
| Sigrid Rieuwerts                       |             | Zotzenheim             | |
| Uğur Şahin                             | * 1965      | Mainz                  | Gründer des durch einen SARS-CoV-2-Impfstoff bekannt gewordenen Unternehmens BioNTech |
| Anna Schädler                          |             | Mainz                  | |
| Özlem Türeci                           | * 1967      | Mainz                  | Gründerin des durch einen SARS-CoV-2-Impfstoff bekannt gewordenen Unternehmens BioNTech |
| Andreas Winheller                      |             | Mainz                  | |